# Kongetap
En kongetap (eller hovedbolt) er en del af en sættevognskobling.
Kongetappen sidder på undersiden af en sættevogn og kobler sig til skamlen på sættevognstrækkeren.
Kongetappen ses i 2-tommer- eller 3,5-tommerudgaver.